# 杨森扎布
杨森扎布（1920年—1952年2月10日），蒙古族，伊克昭盟鄂尔多斯右翼中旗（今内蒙古自治区鄂托克旗）人。中华民国大陆时期内蒙古政治人物。

## 生平
杨森扎布是鄂尔多斯右翼中旗（俗称鄂托克旗）第十三任扎萨克噶拉藏罗勒玛旺吉拉扎木苏（人称“噶王”）的第四子。杨森扎布自幼拜珠日和庙活佛罗布桑贡其克扎拉森为师，在额尔和图喇嘛庙受戒出家当喇嘛。1937年，噶王病逝之后，杨森扎布还俗娶妻，进入政坛。1941年12月，由二哥旺庆扎布（鄂托克旗扎萨克）提名，经盟府批准，出任记名协理。1942年8月，出任西协理。1943年5月，鄂托克旗扎萨克旺庆扎布病逝，东协理旺楚格斯仁护理旗印、主持旗务。杨森扎布自认为是王爷之子，且又是协理，应当由他护理旗印、主持旗务。所以，杨森扎布对旺楚格斯仁先后采取拜访、告状、武力弹压等方法，试图夺回旗印。但是因为旺楚格斯仁协理受到中共三边地委及中共鄂托克旗工委的支持，而且在鄂托克旗德高望重，所以杨森扎布多次夺印都未成功。
1946年7月，杨森扎布在中国国民党绥远省党部派来的国民党特务乔学增支持下，通过盟府夺得旗印。随后，杨森扎布赴绥远省政府拜会傅作义、董其武，并赠送马匹及钞票，从而获任命为伊南边防司令。1947年3月，鄂托克旗保安部队苏米图、查干陶勒盖、吉拉3个连，在团长顾寿山、副团长马良诚率领下发动兵变，包围王府，企图用武力迫使杨森扎布脱离中国国民党，投靠中国共产党。杨森扎布闻讯逃往宁夏银川求援，马鸿逵派出2个团的兵力前来镇压兵变军队。杨森扎布依靠马鸿逵的部队进攻中共三段地工委，杀害顾寿山，刑讯参加兵变的官兵。1947年7月，伊南边防司令部撤销，成立鄂托克旗保安司令部，杨森扎布继续任司令。因杨森扎布将马鸿逵的部队引入鄂托克旗，旗民怨声载道。盟府乃于1947年秋将杨森扎布的西协理和保安司令职务撤消。
中华人民共和国成立后，杨森扎布被以反革命罪判处死刑，于1952年2月10日在哈日哈腾庙被枪决。